# Bojaźń Boża
Bojaźń Boża – w teologii katolickiej jeden z darów Ducha Świętego, rozumiany jako nieutożsamiane ze strachem poczucie religijności i zawierzenia, będących odpowiednią postawą wobec Boga.

## Biblia
Bojaźń Boża jako dar Ducha Świętego jest wzmiankowana w Iz 11,2, gdzie opisane zostały przymioty Ducha Pańskiego. W tym fragmencie bojaźń Boża, podobnie jak inne cechy, została przypisana mającemu nadejść słudze–Mesjaszowi. Taką interpretację podtrzymuje Katechizm Kościoła Katolickiego (KKK 1831).
W Piśmie Świętym bojaźń Boża rozumiana jest w dwojakim ujęciu. Od strony negatywnej bojaźnią Bożą można nazwać lęk przed karą i strach. Akcentowany jest także pozytywny aspekt – w Starym Testamencie widoczny jako postawa mądrości, źródło religijności będącej właściwą postawą wobec Boga (Hi 28,28; Prz 1,7; Syr 1,11-20); Nowy Testament szczególnie akcentuje natomiast konieczność troski o własne zbawienie (Mt 5,29; 10,28; J 5,14; Flp 2,12; Rz 11,20). 1 J 4,18 ukazuje, że doskonała miłość usuwa bojaźń.

## Tradycja
W tradycji bojaźń Boża była rozumiana jako motyw pobudzenia bojaźni „niewolniczej” do aktu żalu. Karl Rahner podkreślał, że sama obawa przed karą, niepołączona z obrzydzeniem grzechem, jest bojaźnią „niewolniczo-niewolniczą”. Odpowiednią postawą bojaźni Bożej jest nabożna cześć, konieczna do pobudzenia żalu, który powinien być przekształcony przez miłość do Boga ze względu na Niego samego.
Dokonany przez Ruperta z Deutz podział na siedem epok Ducha Świętego ukazuje siódmą epokę jako epokę Ducha bojaźni Bożej, podczas której Duch Święty doprowadzi zbawionych do oglądania chwały Bożej.